# Marcorignan
Marcorignan  est une commune française du département de l'Aude en région Occitanie.
La commune possède un patrimoine naturel remarquable : deux sites Natura 2000  et quatre zones naturelles d'intérêt écologique, faunistique et floristique.

## Géographie

### Localisation
Marcorignan est une commune située dans le nord-est du département de l'Aude, jouxtant par l'ouest Narbonne.
Sur le plan historique et culturel, la commune fait partie du Narbonnais, un pays comprenant Narbonne et sa périphérie, le massif de la Clape et la bande lagunaire des étangs.
Elle se trouve dans l'aire d'attraction de Narbonne, ainsi que dans la zone d'emploi et dans le bassin de vie de cette ville

### Communes limitrophes
Les communes limitrophes sont Moussan, Narbonne, Névian, Raissac-d'Aude, Saint-Marcel-sur-Aude et Saint-Nazaire-d'Aude.
| Saint-Nazaire-d'Aude | Saint-Marcel-sur-Aude |          |
| Raissac-d'Aude       | Marcorignan           | Moussan  |
| Névian               |                       | Narbonne |

### Géologie et relief
La superficie de la commune est de 5,64 km2 ; son altitude varie de 14  à   89 mètres.

### Hydrographie

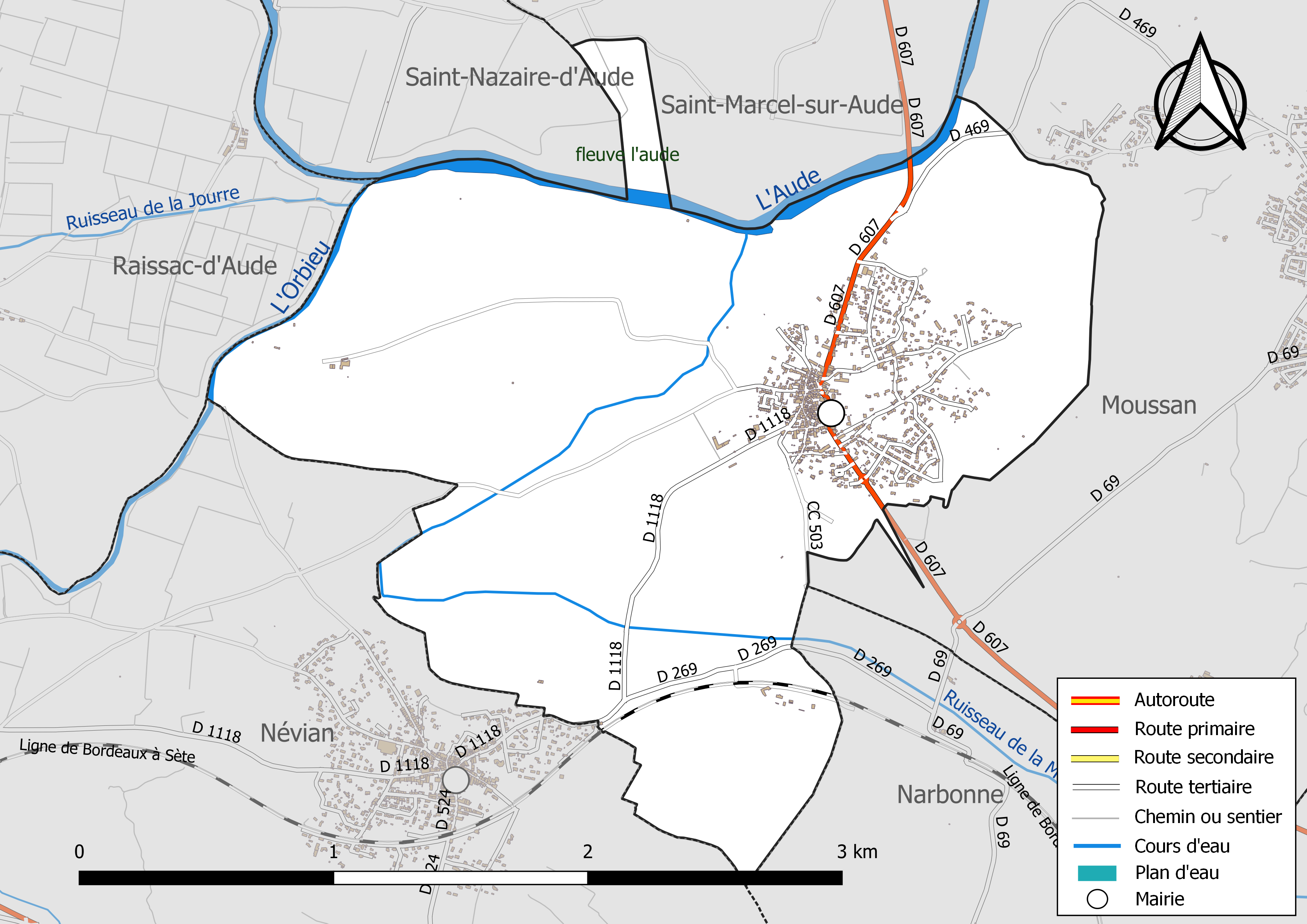
Carte hydrographique et des infrastructures de transport de la commune.

La commune est dans la région hydrographique « Côtiers méditerranéens », au sein du bassin hydrographique Rhône-Méditerranée-Corse. Elle est drainée par l'Aude, l'Orbieu, le ruisseau de la Jourre et le ruisseau de la Mayral, qui constituent un réseau hydrographique de 5 km de longueur totale,.
L'Aude, d'une longueur totale de 223,59 km, prend sa source dans la commune des Angles et s'écoule du sud vers le nord. Elle traverse la commune et se jette dans le golfe du Lion à Fleury, après avoir traversé 73 communes.
L'Orbieu, d'une longueur totale de 84,1 km, prend sa source dans la commune de Fourtou et s'écoule du sud-ouest vers le nord-est. Il traverse la commune et se jette dans l'Aude à Saint-Nazaire-d'Aude, après avoir traversé 22 communes.

### Climat
Pour des articles plus généraux, voir Climat de l'Occitanie et Climat de l'Aude.
En 2010, le climat de la commune est de type climat méditerranéen franc, selon une étude s'appuyant sur une série de données couvrant la période 1971-2000. En 2020, Météo-France publie une typologie des climats de la France métropolitaine dans laquelle la commune est exposée à un climat méditerranéen et est dans la région climatique Provence, Languedoc-Roussillon, caractérisée par une pluviométrie faible en été, un très bon ensoleillement (2 600 h/an), un été chaud (21,5 °C), un air très sec en été, sec en toutes saisons, des vents forts (fréquence de 40 à 50 % de vents > 5 m/s) et peu de brouillards.
Pour la période 1971-2000, la température annuelle moyenne est de 14,9 °C, avec  une amplitude thermique annuelle de 16,1 °C. Le cumul annuel moyen de précipitations est de 620 mm, avec 5,9 jours de précipitations en janvier et 2,7 jours en juillet. Pour la période 1991-2020 la température moyenne annuelle observée sur la station météorologique la plus proche, située sur la commune de Narbonne à 8 km à vol d'oiseau, est de 15,3 °C et le cumul annuel moyen de précipitations est de 635,3 mm,. Pour l'avenir, les paramètres climatiques de la commune estimés pour 2050 selon différents scénarios d’émission de gaz à effet de serre sont consultables sur un site dédié publié par Météo-France en novembre 2022.

### Milieux naturels et biodiversité

#### Réseau Natura 2000

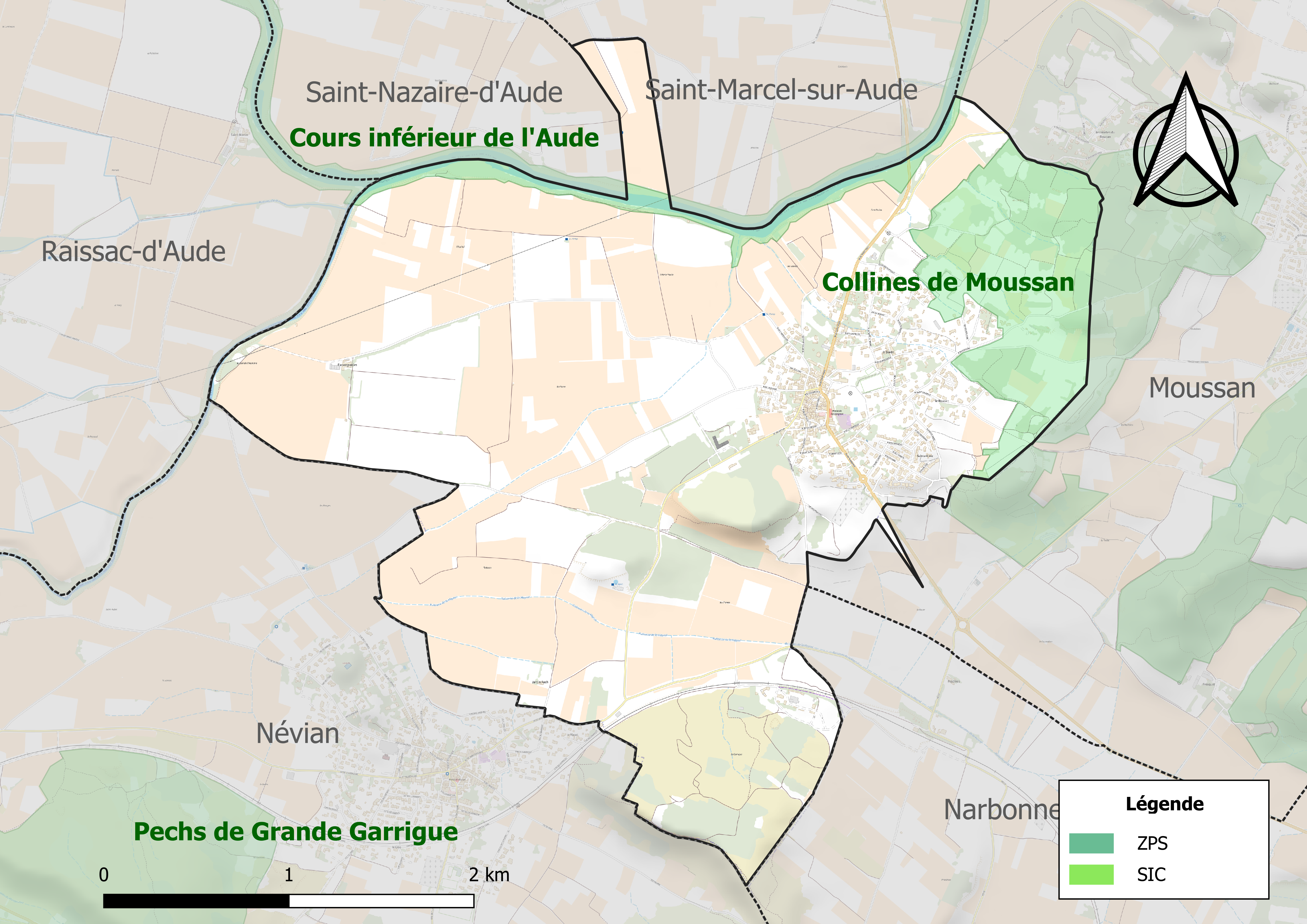
Sites Natura 2000 sur le territoire communal.

Le réseau Natura 2000 est un réseau écologique européen de sites naturels d'intérêt écologique élaboré à partir des directives habitats et oiseaux, constitué de zones spéciales de conservation (ZSC) et de zones de protection spéciale (ZPS).
Deux sites Natura 2000 ont été définis sur la commune au titre de la directive habitats :
- le « cours inférieur de l'Aude », d'une superficie de 5 358 ha, permet la reproduction d'espèces migratrices vulnérables (Alose feinte, Lamproie marine), en forte régression depuis la prolifération des ouvrages sur les cours d'eau[16] ;
- la « vallée de l'Orbieu », d'une superficie de 17 765 ha, servant d'habitat, entre autres, pour le Barbeau méridional et du Desman des Pyrénées en limite nord de répartition[17].

#### Zones naturelles d'intérêt écologique, faunistique et floristique
L’inventaire des zones naturelles d'intérêt écologique, faunistique et floristique (ZNIEFF) a pour objectif de réaliser une couverture des zones les plus intéressantes sur le plan écologique, essentiellement dans la perspective d’améliorer la connaissance du patrimoine naturel national et de fournir aux différents décideurs un outil d’aide à la prise en compte de l’environnement dans l’aménagement du territoire.
Deux ZNIEFF de type 1 sont recensées sur la commune :
les « collines de Moussan » (406 ha), couvrant 3 communes du département, et 
le « cours inférieur de l'Aude » (295 ha), couvrant 12 communes du département
et deux ZNIEFF de type 2, : 
- les « collines narbonnaises » (3 808 ha), couvrant 7 communes du département[21] ;
- la « vallée aval de l'Orbieu » (445 ha), couvrant 12 communes du département[22].

Carte des ZNIEFF de type 1 et 2 à Marcorignan.
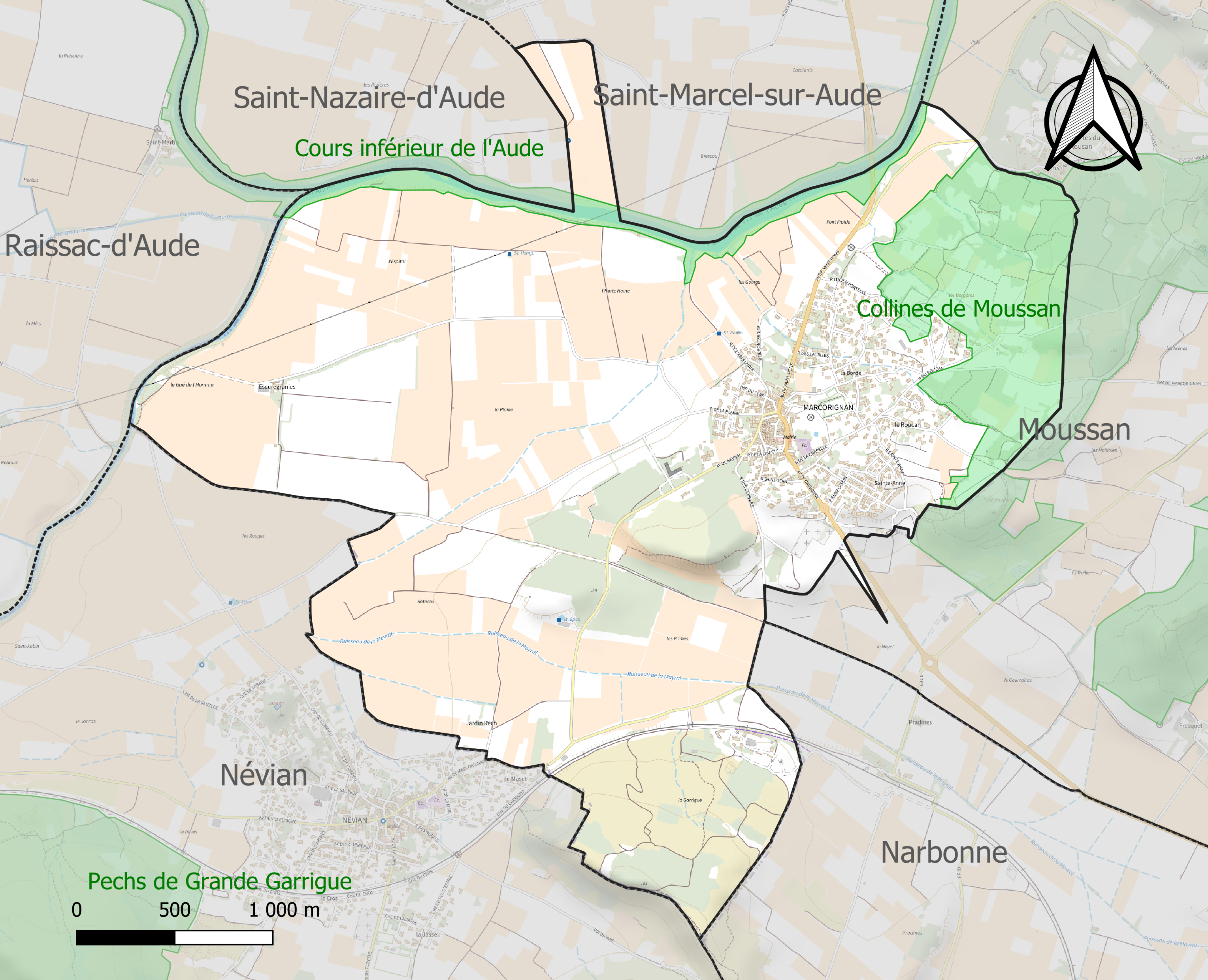
Carte des ZNIEFF de type 1 sur la commune.
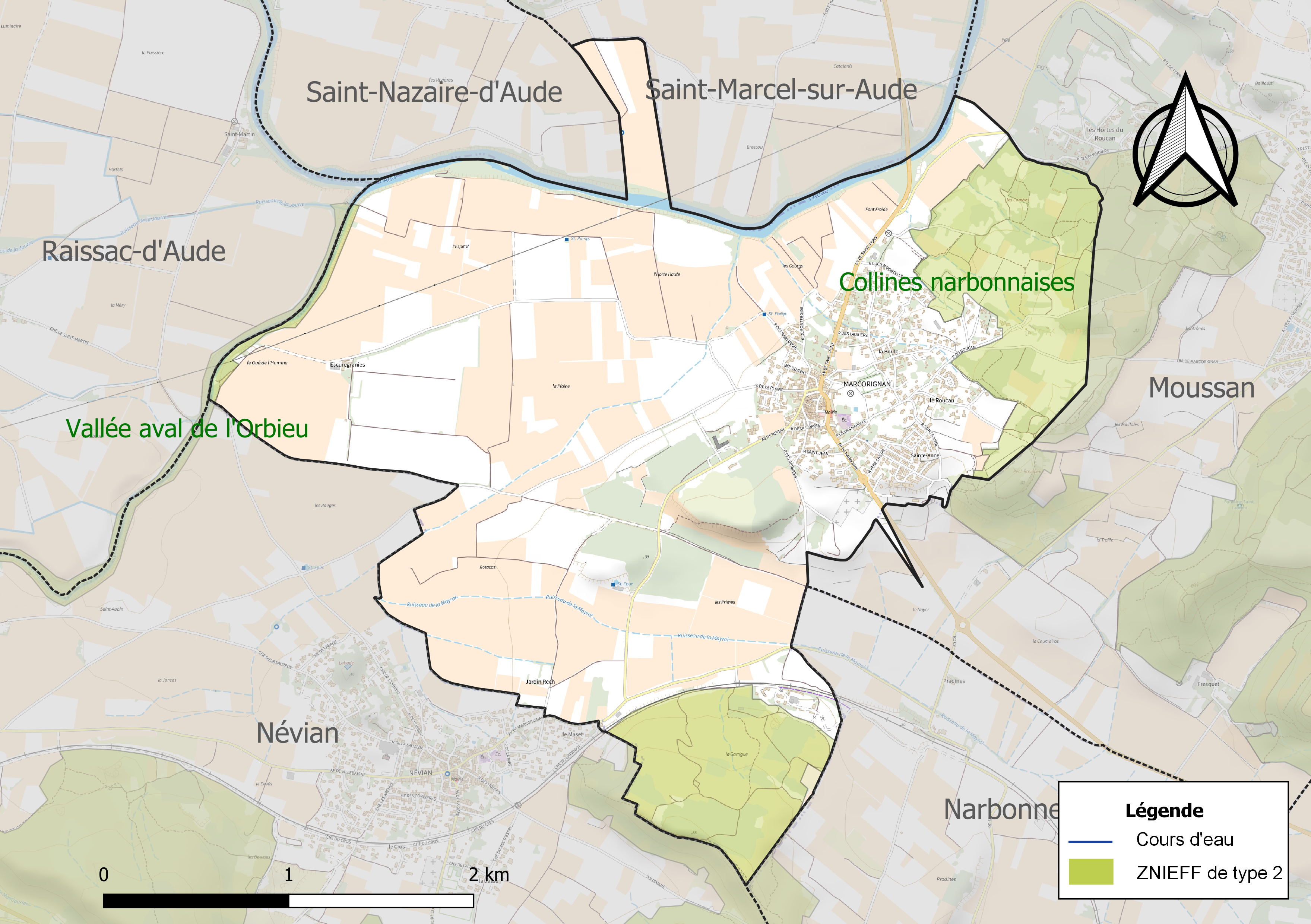
Carte des ZNIEFF de type 2 sur la commune.

## Urbanisme

### Typologie
Au 1er janvier 2024, Marcorignan est catégorisée bourg rural, selon la nouvelle grille communale de densité à 7 niveaux définie par l'Insee en 2022.
Elle est située hors unité urbaine. Par ailleurs la commune fait partie de l'aire d'attraction de Narbonne, dont elle est une commune de la couronne,. Cette aire, qui regroupe 71 communes, est catégorisée dans les aires de 50 000 à moins de 200 000 habitants,.

### Occupation des sols

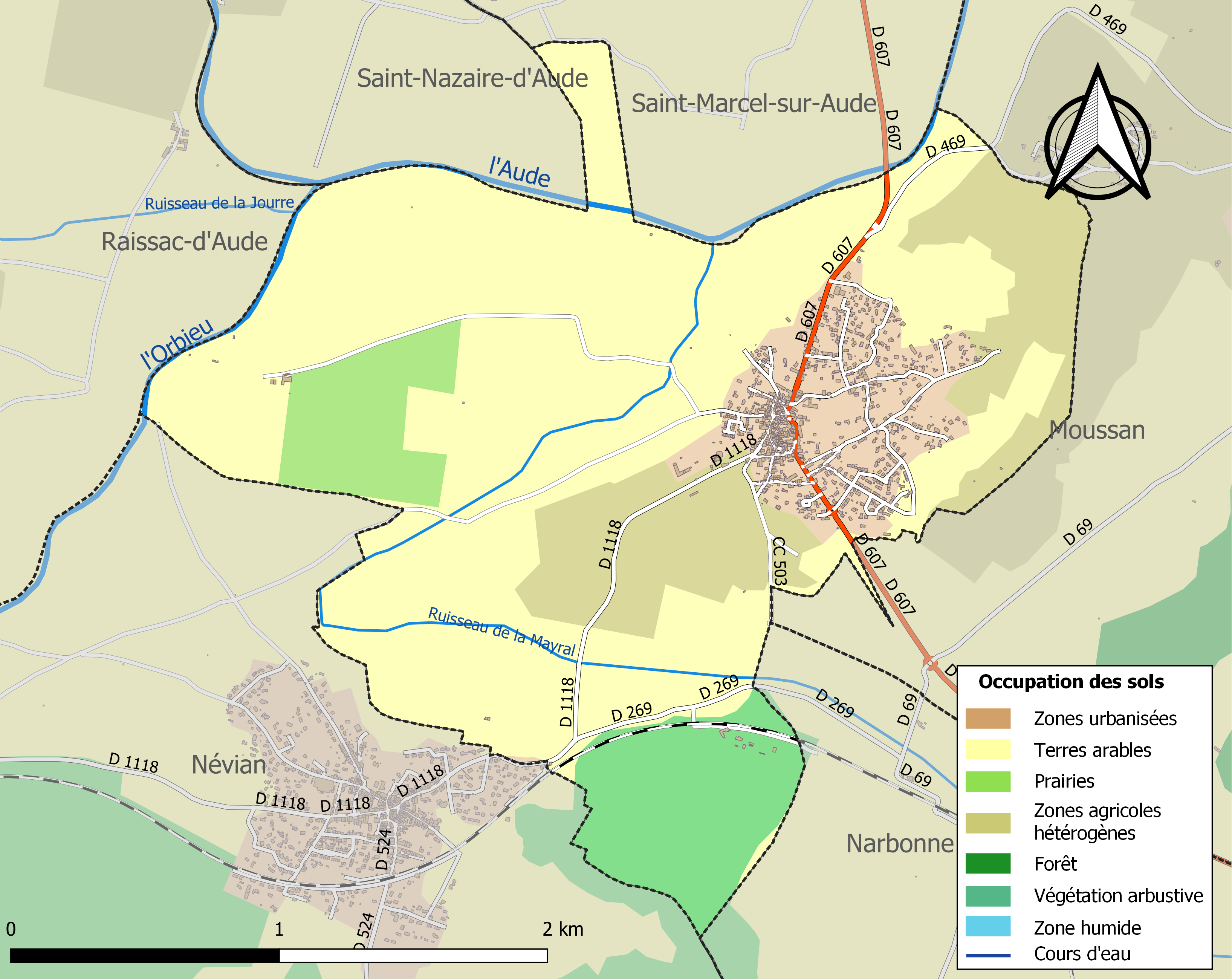
Carte des infrastructures et de l'occupation des sols de la commune en 2018 (CLC).

L'occupation des sols de la commune, telle qu'elle ressort de la base de données européenne d’occupation biophysique des sols Corine Land Cover (CLC), est marquée par l'importance des territoires agricoles (81 % en 2018), une proportion identique à celle de 1990 (81 %). La répartition détaillée en 2018 est la suivante : 
cultures permanentes (60,7 %), zones agricoles hétérogènes (15 %), zones urbanisées (10,6 %), milieux à végétation arbustive et/ou herbacée (8,4 %), prairies (5,3 %). L'évolution de l’occupation des sols de la commune et de ses infrastructures peut être observée sur les différentes représentations cartographiques du territoire : la carte de Cassini (XVIIIe siècle), la carte d'état-major (1820-1866) et les cartes ou photos aériennes de l'IGN pour la période actuelle (1950 à aujourd'hui).

### Habitat et logement
En 2020, le nombre total de logements dans la commune était de 680, alors qu'il était de 610 en 2015 et de 548 en 2010.
Parmi ces logements, 87,5 % étaient des résidences principales, 6,4 % des résidences secondaires et 6,1 % des logements vacants. Ces logements étaient pour 92,5 % d'entre eux des maisons individuelles et pour 7,3 % des appartements.
Le tableau ci-dessous présente la typologie des logements à Marcorignan en 2020 en comparaison avec celle de l'Aude et de la France entière. Une caractéristique marquante du parc de logements est ainsi la faible proportion des résidences secondaires et logements occasionnels (6,4 %) par rapport au département (25,3 %) et à la France entière (9,7 %).
| Typologie                                               | Marcorignan | Aude | France entière |
| ------------------------------------------------------- | ----------- | ---- | -------------- |
| Résidences principales (en %)                           | 87,5        | 66,4 | 82,1           |
| Résidences secondaires et logements occasionnels (en %) | 6,4         | 25,3 | 9,7            |
| Logements vacants (en %)                                | 6,1         | 8,2  | 8,2            |

### Voies de communication et transports
L'ancienne route nationale 607 (actuelle RD 607) dessert la commune et la relie à Narbonne.
Marcorignan est traversé par la ligne de Bordeaux-Saint-Jean à Sète-Ville, mais, depuis la fermeture de sa gare, la station de chemin de fer la plus proche est la gare de Narbonne.
La commune est desservie par les lignes 9, 19, 20 et 21 des Autobus de Narbonne.

### Énergie
Une centrale photovoltaïque implantée sur la station d’épuration de Marcorignan-Névian, constituée de  160 panneaux au sol et 126 en toiture du bâtiment, est mise en service en 2022 par l'intercommunalité.

### Risques naturels et technologiques
Le territoire de la commune de Marcorignan est vulnérable à différents aléas naturels : météorologiques (tempête, orage, neige, grand froid, canicule ou sécheresse), inondations, feux de forêts et séisme (sismicité faible). Il est également exposé à un risque technologique,  le transport de matières dangereuses. Un site publié par le BRGM permet d'évaluer simplement et rapidement les risques d'un bien localisé soit par son adresse soit par le numéro de sa parcelle.

#### Risques naturels
La commune fait partie du territoire à risques importants d'inondation (TRI) de Narbonne, regroupant 18 communes du bassin de vie de l'agglomération narbonnaise, un des 31 TRI qui ont été arrêtés fin 2012 sur le bassin Rhône-Méditerranée, retenu au regard des submersions marines et des débordements des cours d’eau l’Aude, l'Orbieu et la Berre. Des cartes des surfaces inondables ont été établies pour trois scénarios : fréquent (crue de temps de retour de 10 ans à 30 ans), moyen (temps de retour de 100 ans à 300 ans) et extrême (temps de retour de l'ordre de 1 000 ans, qui met en défaut tout système de protection),. La commune a été reconnue en état de catastrophe naturelle au titre des dommages causés par les inondations et coulées de boue survenues en 1982, 1986, 1987, 1989, 1992, 1994, 1996, 1999, 2005, 2006, 2009, 2014 et 2018,.

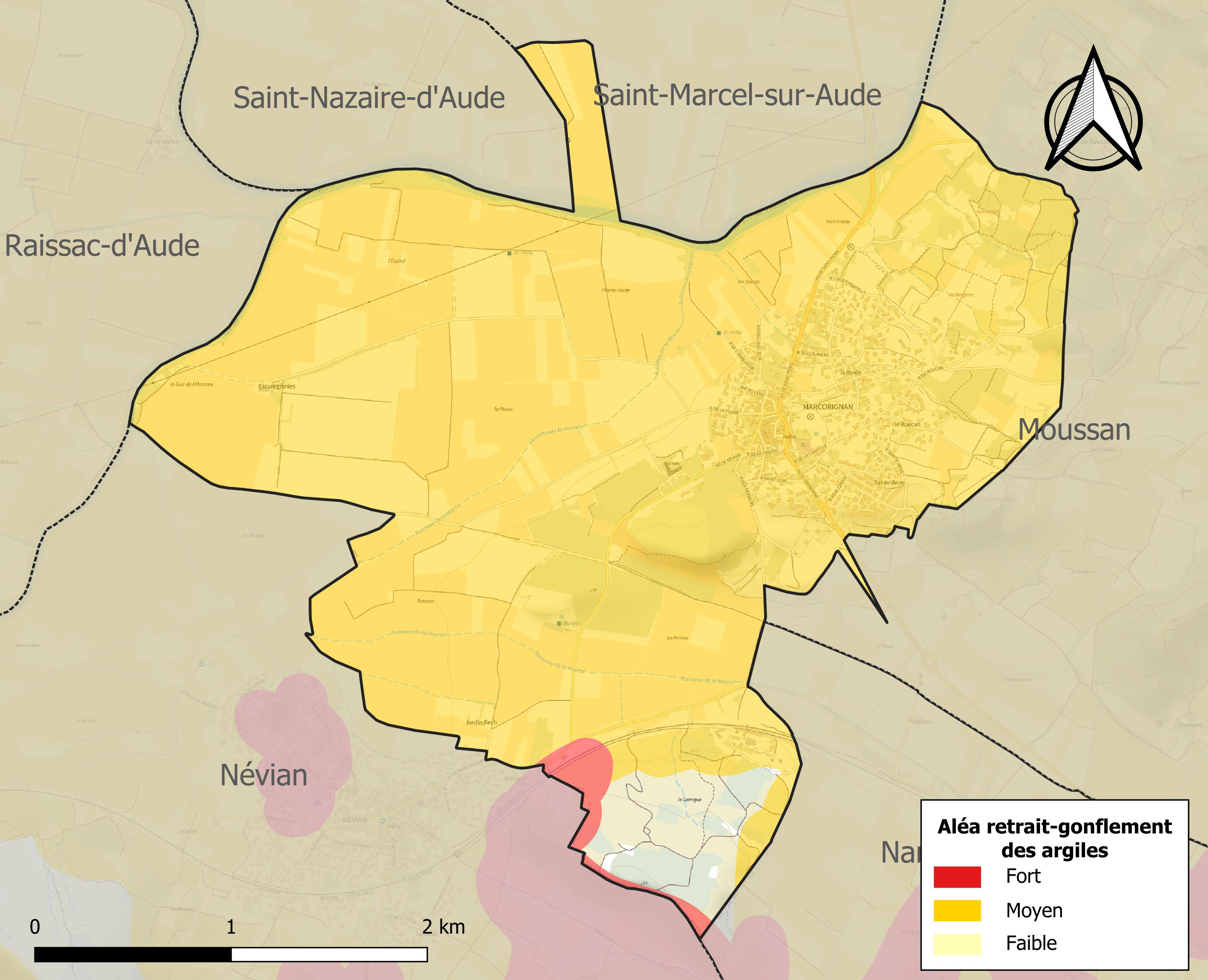
Carte des zones d'aléa retrait-gonflement des sols argileux de Marcorignan.

Le retrait-gonflement des sols argileux est susceptible d'engendrer des dommages importants aux bâtiments en cas d’alternance de périodes de sécheresse et de pluie. 95,6 % de la superficie communale est en aléa moyen ou fort (75,2 % au niveau départemental et 48,5 % au niveau national). Sur les 593 bâtiments dénombrés sur la commune en 2019, 593 sont en aléa moyen ou fort, soit 100 %, à comparer aux 94 % au niveau départemental et 54 % au niveau national. Une cartographie de l'exposition du territoire national au retrait gonflement des sols argileux est disponible sur le site du BRGM,.

#### Risques technologiques
Le risque de transport de matières dangereuses sur la commune est lié à sa traversée par une route à fort trafic et une ligne de chemin de fer. Un accident se produisant sur de telles infrastructures est en effet susceptible d’avoir des effets graves au bâti ou aux personnes jusqu’à 350 m, selon la nature du matériau transporté. Des dispositions d’urbanisme peuvent être préconisées en conséquence.

## Politique et administration

### Rattachements administratifs et électoraux

#### Rattachements administratifs
La commune se trouve dans l'arrondissement de Narbonne du département de l'Aude.
Elle se trouvait de 1801 à 1973 dans le canton de Narbonne, année où celui-ci est scindé et la commune rattachée au canton de Narbonne-Ouest. Dans le cadre du redécoupage cantonal de 2014 en France, cette circonscription administrative territoriale a disparu, et le canton n'est plus qu'une circonscription électorale.

#### Rattachements électoraux
Pour les élections départementales, la commune fait partie depuis 2014 du canton du Sud-Minervois
Pour l'élection des députés, elle fait partie de la deuxième circonscription de l'Aude.

### Intercommunalité
Marcorignan est membre de la communauté d'agglomération dénommée le  Grand Narbonne, un établissement public de coopération intercommunale (EPCI) à fiscalité propre créé fin 2002 et auquel la commune a transféré un certain nombre de ses compétences, dans les conditions déterminées par le code général des collectivités territoriales.

### Tendances politiques et résultats
Lors des élections municipales de 2014 dans l'Aude, la liste PS - PCF - EELV menée par le maire sortant Aimé Laffon est la seule candidate et obtient donc la totalité des 470 suffrages exprimés. Elle est élue en totalité et un de ses membres est également conseiller communautaire.
Lors de ce scrutin, 34,34 % des électeurs se sont abstenus, et 22,70 des votants ont choisi un bulletin blanc ou nul.
Comme en 2014, lors des élections municipales de 2020 dans l'Aude, la liste DVG menée par le maire sortant Francis Taurand — qui avait succédé à Aimé Laffon en 2017 après sa démission — est la seule candidate et obtient donc la totalité des 423 suffrages exprimés.  Elle est élue en totalité et un de ses membres est également conseiller communautaire.
Lors de ce scrutin marqué par la pandémie de Covid-19 en France, 51,54 % des électeurs se sont abstenus et 10,57 % des votants ont choisi un bulletin blanc ou nul.

### Liste des maires
| Période                                  | Période                   | Identité        | Étiquette | Qualité                            |
| ---------------------------------------- | ------------------------- | --------------- | --------- | ---------------------------------- |
| Les données manquantes sont à compléter. |                           |                 |           |                                    |
| mars 2001                                | septembre 2017            | Aimé Laffon     | PS        | Démissionnaire                     |
| octobre 2017                             | décembre 2022             | Francis Taurand | PS        | gendarme retraité Mort en fonction |
| mars 2023                                | En cours (au 12 mai 2024) | Éric Banos      |           | Ancienne profession intermédiaire  |

## Équipements et services publics

### Enseignement
L'école communale, en 2023/2024, scolarise 118 élèves.

### Postes et télécommunications
La commune dispose d'un bureau de poste.

### Justice, sécurité, secours et défense
Marcorignan, Montredon-des-Corbières et Névian ont mis en place en 2023 un service de police pluricommunale.

## Population et société
Les habitants sont appelés les Marcorignanais ou  Marcorignanaises.

### Démographie
L'évolution du nombre d'habitants est connue à travers les recensements de la population effectués dans la commune depuis 1793. Pour les communes de moins de 10 000 habitants, une enquête de recensement portant sur toute la population est réalisée tous les cinq ans, les populations de référence des années intermédiaires étant quant à elles estimées par interpolation ou extrapolation. Pour la commune, le premier recensement exhaustif entrant dans le cadre du nouveau dispositif a été réalisé en 2008.

En 2022, la commune comptait 1 318 habitants, en évolution de +2,73 % par rapport à 2016 (Aude : +2,65 %, France hors Mayotte : +2,11 %).
| 1793 | 1800 | 1806 | 1821 | 1831 | 1836 | 1841 | 1846 | 1851 |
| ---- | ---- | ---- | ---- | ---- | ---- | ---- | ---- | ---- |
| 343  | 353  | 393  | 467  | 508  | 519  | 487  | 532  | 544  |

| 1856 | 1861 | 1866 | 1872 | 1876 | 1881 | 1886  | 1891  | 1896  |
| ---- | ---- | ---- | ---- | ---- | ---- | ----- | ----- | ----- |
| 539  | 515  | 636  | 628  | 713  | 923  | 1 089 | 1 085 | 1 011 |

| 1901  | 1906 | 1911 | 1921 | 1926 | 1931 | 1936 | 1946 | 1954 |
| ----- | ---- | ---- | ---- | ---- | ---- | ---- | ---- | ---- |
| 1 036 | 877  | 804  | 898  | 837  | 806  | 732  | 605  | 613  |

| 1962 | 1968 | 1975 | 1982 | 1990 | 1999  | 2006  | 2008  | 2013  |
| ---- | ---- | ---- | ---- | ---- | ----- | ----- | ----- | ----- |
| 612  | 548  | 669  | 767  | 954  | 1 068 | 1 097 | 1 106 | 1 213 |

| 2018  | 2022  | - | - | - | - | - | - | - |
| ----- | ----- | - | - | - | - | - | - | - |
| 1 316 | 1 318 | - | - | - | - | - | - | - |

Marcorignan est une commune rurale qui a  connu une forte hausse de la population depuis 1975.

## Économie

### Revenus
En 2018  (données Insee publiées en septembre 2021), la commune compte 572 ménages fiscaux, regroupant 1 303 personnes. La médiane du revenu disponible par unité de consommation est de 20 920 € (19 240 € dans le département).

### Emploi
| Division       | 2008   | 2013   | 2018   |
| -------------- | ------ | ------ | ------ |
| Commune        | 7,7 %  | 11,5 % | 11,2 % |
| Département    | 10,2 % | 12,8 % | 12,6 % |
| France entière | 8,3 %  | 10 %   | 10 %   |

En 2018, la population âgée de 15 à 64 ans s'élève à 789 personnes, parmi lesquelles on compte 74,9 % d'actifs (63,8 % ayant un emploi et 11,2 % de chômeurs) et 25,1 % d'inactifs,. En  2018, le taux de chômage communal (au sens du recensement) des 15-64 ans est inférieur à celui du département, mais supérieur à celui de la France, alors qu'en 2008 il était inférieur à celui de la France.
La commune fait partie de la couronne de l'aire d'attraction de Narbonne, du fait qu'au moins 15 % des actifs travaillent dans le pôle,. Elle compte 130 emplois en 2018, contre 110 en 2013 et 152 en 2008. Le nombre d'actifs ayant un emploi résidant dans la commune est de 507, soit un indicateur de concentration d'emploi de 25,6 % et un taux d'activité parmi les 15 ans ou plus de 54,9 %.
Sur ces 507 actifs de 15 ans ou plus ayant un emploi, 76 travaillent dans la commune, soit 15 % des habitants. Pour se rendre au travail, 89,2 % des habitants utilisent un véhicule personnel ou de fonction à quatre roues, 2,6 % les transports en commun, 3,6 % s'y rendent en deux-roues, à vélo ou à pied et 4,7 % n'ont pas besoin de transport (travail au domicile).

### Activités hors agriculture

#### Secteurs d'activités
81 établissements sont implantés  à Marcorignan au 31 décembre 2019. Le tableau ci-dessous en détaille le nombre par secteur d'activité et compare les ratios avec ceux du département,.
| Secteur d'activité                                                                                        | Commune | Commune | Département |
| Secteur d'activité                                                                                        | Nombre  | %       | %           |
| --- | ------- | ------- | ----------- |
| Ensemble                                                                                                  | 81      | 100 %   | (100 %)     |
| Industrie manufacturière, industries extractives et autres                                                | 4       | 4,9 %   | (8,8 %)     |
| Construction                                                                                              | 8       | 9,9 %   | (14 %)      |
| Commerce de gros et de détail, transports, hébergement et restauration                                    | 20      | 24,7 %  | (32,3 %)    |
| Information et communication                                                                              | 3       | 3,7 %   | (1,6 %)     |
| Activités financières et d'assurance                                                                      | 1       | 1,2 %   | (2,7 %)     |
| Activités immobilières                                                                                    | 4       | 4,9 %   | (5,2 %)     |
| Activités spécialisées, scientifiques et techniques et activités de services administratifs et de soutien | 13      | 16 %    | (13,3 %)    |
| Administration publique, enseignement, santé humaine et action sociale                                    | 15      | 18,5 %  | (13,2 %)    |
| Autres activités de services                                                                              | 13      | 16 %    | (8,8 %)     |

Le secteur du commerce de gros et de détail, des transports, de l'hébergement et de la restauration est prépondérant sur la commune puisqu'il représente 24,7 % du nombre total d'établissements de la commune (20 sur les 81 entreprises implantées  à Marcorignan), contre 32,3 % au niveau départemental.

#### Entreprises
L' entreprise ayant son siège social sur le territoire communal qui génère le plus de chiffre d'affaires en 2020 est : 
- 5L-Trade Consulting, conseil pour les affaires et autres conseils de gestion (103 k€)

### Agriculture
La commune est dans le « Narbonnais », une petite région agricole occupant le nord-est du département de l'Aude, également dénommée localement « plaine viticole du Bas-Languedoc ». En 2020, l'orientation technico-économique de l'agriculture  sur la commune est la viticulture.
|               | 1988 | 2000 | 2010 | 2020 |
| ------------- | ---- | ---- | ---- | ---- |
| Exploitations | 53   | 26   | 21   | 15   |
| SAU (ha)      | 353  | 293  | 244  | 181  |

Le nombre d'exploitations agricoles en activité et ayant leur siège dans la commune est passé de 53 lors du recensement agricole de 1988  à 26 en 2000 puis à 21 en 2010 et enfin à 15 en 2020, soit une baisse de 72 % en 32 ans. Le même mouvement est observé à l'échelle du département qui a perdu pendant cette période 60 % de ses exploitations,. La surface agricole utilisée sur la commune a également diminué, passant de 353 ha en 1988 à 181 ha en 2020. Parallèlement la surface agricole utilisée moyenne par exploitation a augmenté, passant de 7 à 12 ha.

## Culture locale et patrimoine

### Lieux et monuments
- Pierres tombales romaines.
- Fortifications de la Seconde Guerre mondiale.
- Église Saint-Géniès de Marcorignan du XIIe siècle dédiée à saint Genest.

### Personnalités liées à la commune
- Olivier de Termes (1200-1274), l'un des plus célèbres chevaliers du XIIIe siècle, le plus actif des opposants à la croisade des albigeois et un protecteur des cathares, seigneur de Termes et de Marcorignan.

### Héraldique
| Blason de Marcorignan | Blason  | De gueules au pal fuselé d'argent et de sinople. |
| Blason de Marcorignan | Détails | Le statut officiel du blason reste à déterminer. |

## Pour approfondir